# Lucun (socken i Kina, Henan)
Lucun (kinesiska: 陆村, 陆村乡) är en socken i Kina. Den ligger i provinsen Henan, i den centrala delen av landet, omkring 150 kilometer nordost om provinshuvudstaden Zhengzhou.
Genomsnittlig årsnederbörd är 669 millimeter. Den regnigaste månaden är juli, med i genomsnitt 237 mm nederbörd, och den torraste är januari, med 3 mm nederbörd.